# Le Fermier
Le Fermier est une nouvelle de Guy de Maupassant, parue en 1886.

## Historique
Le Fermier est une nouvelle de Guy de Maupassant initialement publiée dans le quotidien Le Gaulois du 11 octobre 1886, puis dans le recueil Le Colporteur en 1900.

## Résumé
Le narrateur se rend faire l'ouverture de la chasse avec le baron René du Treilles dans sa ferme de Marinville. Après un bon dîner de campagne, le baron lui raconte l'histoire de son fermier, maître Lebrument.

## Éditions
- 1886 -  Le Fermier, dans Le Gaulois.
- 1887 -  Le Fermier, dans Contes du jour et de la nuit, deuxième édition.
- 1900 -  Le Fermier, dans Le Colporteur, recueil de nouvelles (posthume) chez l'éditeur Ollendorff.
- 1979 -  Le Fermier, dans Maupassant, Contes et Nouvelles, tome II, texte établi et annoté par Louis Forestier, éditions Gallimard Bibliothèque de la Pléiade.